# داميان بارتون
داميان بارتون (بالإنجليزية: Damian Barton)‏ هو لاعب كرة القدم الغالية بريطاني، ولد في 19 مايو 1962 في ديري في المملكة المتحدة.